# Адигут Тимясев
Адигу́т Тимя́сев (баш. Әҙиғот Темәсов; 1719 — ?) — участник Крестьянской войны 1773—1775 годов в Башкирии, пугачёвский полковник, мулла.

## Биография
Адигут Тимясев происходил из деревни Елпачиха Гайнской волости Осинской дороги (ныне Бардымский район Пермского края). По национальности башкир. Получил образование в медресе. Занимался торговлей в Пермской провинции Казанской губернии и в Екатеринбурге.
В 1773 году примкнул к башкирскому повстанческому движению. В январе 1774 года вступил в отряд Абдея Абдулова. Вместе с Сайфуллой Сайдашевым и другими повстанцами возглавлял отряды в Прикамье.
В марте 1774 года отряд Адигута Тимясева, Сайфуллы Сайдашева и Адыла Ашменева численностью около 2 тысяч человек участвовал в боях против правительственных войск у села Беляевское Казанской губернии. В июне 1774 года в составе отряда Салавата Юлаева Адигут Тимясев участвовал в боях под Осой. Тем же летом в составе войска Емельяна Пугачёва штурмовал Воткинский и Ижевский заводы, города Мамадыш  и Казань.
В конце лета и осенью 1774 года совместно с Аладином Бектугановым возглавлял повстанческие отряды на северо-западе Башкортостана. Участвовал в переговорах о прекращении боевых действий со сражавшимися на стороне правительства старшинами Кулыем Балтачевым и Шарыпом Кииковым. В ноябре 1774 года был взят в плен правительственной командой подполковника А. В. Папава. Его делом занималась Казанская секретная комиссия, куда он был доставлен 26 ноября. Был помилован и освобождён 5 апреля 1775 года. Дальнейшая судьба неизвестна.
Потомки Адигута Тимясева жили в Осинском и Пермском уездах